# Pyrinia castana
Pyrinia castana är en fjärilsart som beskrevs av Paul Dognin 1896. Pyrinia castana ingår i släktet Pyrinia och familjen mätare. Inga underarter finns listade.